# سترومشنیتسا (بلغارستان)
سترومشنیتسا (به بلغاری: Strumeshnitsa) یک منطقهٔ مسکونی در بلغارستان است که در شهرستان پتریچ واقع شده‌است.